# Jean Théodore Susemihl
Jean Théodore Susemihl, né en 1772 à Rainrod (Landgraviat de Hesse-Darmstadt) et mort le 20 novembre 1852 à Paris, est un peintre et lithographe allemand.

## Biographie
Peintre animalier et lithographe, comme son frère Jean Conrad Susemihl, il est élève de Johann Georg Pforr, puis travaille pour Johann Heinrich Merck à Darmstadt.
En 1802, il rencontre à Paris Louis-Léopold Boilly, lequel réalise son portrait lithographié, première épreuve connue en France.
Il réalise plusieurs dessins et gravures pour le Traité de la Composition et de l'Ornement des Jardins (1825) de Pierre Boitard et pour le Dictionnaire universel d'histoire naturelle illustrée (1849), ouvrage initié par Charles d'Orbigny.
Il expose au Salon de Paris entre 1840 et 1848, vivant un temps dans le quartier du Petit-Montrouge.
Il meurt au no 8 de la rue des Récollets à l'âge de 80 ans.

## Œuvres exposées aux Salons parisiens
- Ane et chèvres, au Salon de 1840
- Taureau et moutons, au Salon de 1840
- Anes et chèvres, au Salon de 1841
- Vaches et moutons, au Salon de 1841
- Jeunes ours jouant dans une forêt, au Salon de 1843
- Petit épagneul, au Salon de 1843
- Vaches au repos, chèvres et moutons, au Salon de 1843
- Taureau fuyant devant des chiens, au Salon de 1845[6].
- Taureau se défendant contre des chiens, au Salon de 1845
- Nature morte ; butor, perdrix, etc., au Salon de 1846
- Canard et perdrix ; nature morte, au Salon de 1847
- Nature morte, chevreuil, au Salon de 1848